# 안산고등학교
안산고등학교(安山高等學校)는 대한민국 경기도 안산시 상록구 장상동에 있는 사립 고등학교이다.

## 학교 연혁
- 1966년 12월 27일 : 학교법인 안산학원 설립인가
- 1985년 12월 28일 : 안산고등학교 설립인가(6학급)
- 1986년 3월 1일 : 초대 교장 전삼용 선생 취임
- 1989년 2월 13일 : 제1회 졸업식(324명)
- 1994년 2월 15일 : 학교법인 강남학원으로 분리인가
- 1994년 12월 24일 : 학교법인 강남학원 초대 이사장 오양월 취임
- 1999년 9월 27일 : 체육관 준공
- 2002년 11월 22일 : 축구부 창단
- 2003년 11월 16일 : 도서관 준공
- 2005년 3월 20일 : 신관 5층 증축
- 2008년 11월 30일 : 본관동 리모델링 준공
- 2009년 9월 15일 : 특별실동 준공
- 2024년 1월 5일 : 제36회 졸업식 (255명)
- 2024년 4월 1일 : 제13대 교장 이정덕 선생 취임

## 참고 자료
- 안산고등학교 - 한국교육학술정보원 학교알리미